# Kraj Vysočina
Kraj Vysočina (do května 2001 Jihlavský kraj, poté až do července 2011 pouze Vysočina) je samosprávný kraj v České republice ležící na pomezí Čech a Moravy. Je složen ze tří okresů bývalého Jihomoravského kraje (okres Jihlava, okres Žďár nad Sázavou a okres Třebíč), okresu Havlíčkův Brod z bývalého Východočeského kraje a okresu Pelhřimov z bývalého Jihočeského kraje. Na severu sousedí s Pardubickým krajem, na jihovýchodě s Jihomoravským krajem, na jihozápadě s Jihočeským krajem a na severozápadě se Středočeským krajem. Nejjižnější výběžek Kraje Vysočina je vzdálen jen asi 4 km od státní hranice s Rakouskem. Žije zde přibližně 518 tisíc obyvatel, hustota zalidnění je asi poloviční oproti průměru celého Česka.

## Přírodní podmínky
Kraj Vysočina se rozprostírá ve středu České republiky, rovnoměrně po obou stranách česko-moravské hranice. Za Rakouska-Uherska byl údajně poblíž vrchu Melechov na západě dnešního okresu Havlíčkův Brod v blízkosti Stvořidel vyznačen symbolický střed Evropy, bližší informace o důvodu vyznačení však nejsou známy. Asi 10 km severně odsud u Číhoště je stanoven geografický střed Česka.
Povrch kraje je velmi homogenní a tvoří ho vesměs Českomoravská vrchovina s převážně venkovskou, zvlněnou či pahorkatou krajinou, po okrajích zbrázděnou hlubokými říčními údolími. Na jihu kraj zahrnuje západní část Jevišovické pahorkatiny a sever Javořické vrchoviny, na západě je Křemešnická vrchovina, na severozápadě leží Hornosázavská pahorkatina, na severu Žďárské vrchy s Hornosvrateckou pahorkatinou, na východě a v centru se nachází Křižanovská vrchovina. V Jihlavských vrších (Javořické vrchovině) poblíž hranice s Jihočeským krajem se nachází nejvyšší bod Javořice (837 m). Téměř stejné výšky dosahují Žďárské vrchy s nejvyšším vrchem Devět skal (836 m). Nejníže je výtok řeky Jihlavy u Lhánic (239 metrů nad mořem).
Svým charakterem je kraj rozvodnou oblastí, prakticky všechny zdejší toky zde pramení. Vysočinou se táhne hlavní evropské rozvodí mezi úmořími Severního a Černého moře, tedy mezi povodím Labe a Dunaje. Rozvodnice přitom není nijak výrazná, v zarovnané náhorní krajině je mnohde skoro neznatelná. Hlavními toky kraje na povodí Labe jsou na severozápadě Sázava s přítokem Želivkou, zcela na severu Doubrava a na západě Kamenice a Žirovnice (zdrojnice Nežárky). Na povodí Dunaje (resp. Moravy potažmo Dyje) jsou to pak (od východu na jih) zejména Svratka, Bobrůvka, Oslava, Jihlava, Rokytná, Želetavka a Moravská Dyje.
Celý kraj je posetý množstvím rybníků, z nichž největší najdeme na Žďársku (vůbec největší je Veké Dářko). Na východním okraji jsou velké vodní nádrže Vír (na Svratce) a Dalešice (na Jihlavě), na severozápad zasahuje vzdutí vodárenské vodní nádrže Švihov.
V červenci roku 2018 byla průměrná teplota v Kraji Vysočina 19,4 °C, tj. přibližně o 2 stupně více, než je obvyklé. Nejvyšší průměrná teplota byla naměřena na stanici Dukovany (20,9 °C), nejnižší teplotu měly stanice Černovice a Počátky (18,5 °C). Průměrný měsíční úhrn srážek byl 37,9 mm, tj. pouze 44 % standardních srážek.
Zasahují sem dvě chráněné krajinné oblasti – Žďárské vrchy a Železné hory, obě na severu kraje. Dále je po celém kraji vyhlášeno devět přírodních parků o celkové ploše 482 km², z čehož více než polovinu plochy tvoří PPr Svratecká hornatina, který přesahuje i do Jihomoravského kraje.

## Kultura a památky

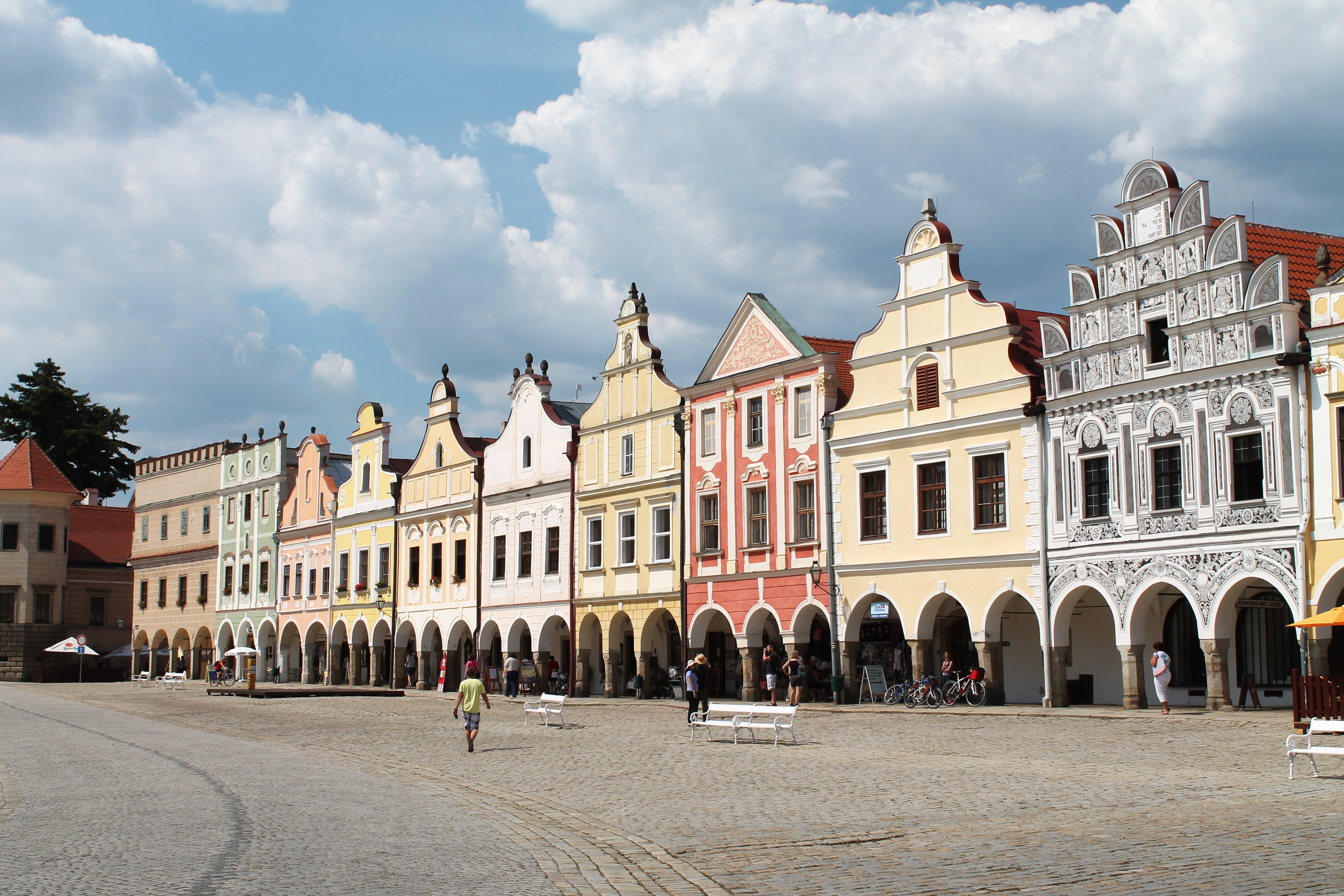
Telč: náměstí Zachariáše z Hradce

Tak jako jinde v Česku se i zde nachází mnoho kulturních památek, hradů, zámků a církevních staveb. Tři lokality v kraji Vysočina jsou zapsány na Seznam světového kulturního a přírodního dědictví UNESCO: 1) historické centrum města Telč, 2) poutní kostel svatého Jana Nepomuckého na Zelené hoře ve Žďáru nad Sázavou a 3) židovská čtvrť, židovský hřbitov a bazilika svatého Prokopa v Třebíči. Cenné městské památkové rezervace se dále nacházejí v Jihlavě a Pelhřimově. Významnou památkou je klášterní komplex v Želivi, další klášter se nachází v Nové Říši. Z hradů jsou známy např. Kámen nebo Lipnice nad Sázavou, ze zámků jsou proslulé Jaroměřice nad Rokytnou nebo Náměšť nad Oslavou.
Mezi lákadla regionu patří také Muzeum rekordů v Pelhřimově mapující jedinečné výkony českých a světových rekordmanů. V nedalekém Humpolci vzniklo recesistické Hliníkovo muzeum (inspirované komedií Marečku, podejte mi pero!).
Na území Kraje Vysočina se natočilo mnoho filmů, na hradě Ledeč nad Sázavou se natáčel film Micimutr, v Telči se natáčely filmy Pyšná princezna, Až přijde kocour, Jak se budí princezny a Z pekla štěstí (i Z pekla štěstí 2). Film Jak se budí princezny se natáčel také na hradech Orlík u Humpolce a Roštejn u Telče. Mezi další filmy, které se natáčely na území Kraje Vysočina patří Postřižiny, Všichni dobří rodáci, Čertí brko, Anděl Páně 2, Zádušní oběť, Bajkeři a Špunti na vodě. Rok 2019 byl vyhlášen rokem Filmové Vysočiny, součástí akce byla i publikace nebo interaktivní hra.

### Ocenění
Kraj Vysočina udílí od roku 2007 několik druhů ocenění zdejším osobnostem. Jsou jimi Kamenná medaile, Skleněná medaile, Dřevěná medaile a Bronzová pamětní medaile. Autorem výtvarných návrhů medailí je sochař Radomír Dvořák. Kamenná medaile je zhotovena z mrákotínské žuly a je vyráběna v kamenosochařském středisku Lipnice nad Sázavou při Střední odborné škole uměleckoprůmyslové ve Světlé nad Sázavou. Skleněná medaile je zhotovena z čirého, zeleného a modrého skla, vyráběna je na uměleckoprůmyslové škole ve Světlé nad Sázavou, dřevěná medaile je zhotovena z dřeva jeřábu ptačího a je vyráběna Radomírem Dvořákem. Bronzová pamětní medaile je určena významným návštěvníkům Kraje Vysočina a je zhotovena z bronzu, vyráběna je ve Slévárně a modelárně Nové Ransko.

## Obyvatelstvo
V Kraji Vysočina žije přibližně 518 tisíc obyvatel. V tomto pořadí je mezi kraji České republiky na 12. místě – méně mají jen Liberecký a Karlovarský kraj. Největším a současně krajským městem je Jihlava, kde žije zhruba 51 tisíc lidí. Druhým největším městem je Třebíč, kde žije zhruba 36 tisíc obyvatel. Mezi lety 2017 a 2018 se do kraje přistěhovalo více lidí, než se vystěhovalo, stejně tak se narodilo více lidí, než zemřelo. Kromě okresu Třebíč v každém okrese došlo k nárůstu počtu obyvatel, v okrese Třebíč došlo k poklesu o 357 obyvatel. V roce 2017 v Kraji Vysočina bylo uzavřeno celkem 46 registrovaných partnerství, tj. nejméně z celé republiky.
Podle demografických odhadů bude mít Kraj Vysočina v roce 2051 o několik desítek tisíc obyvatel méně a bude mít také výrazně starší průměrný věk obyvatel.

### Největší města
| Název                    | Okres | Počet obyvatel (1. 1. 2020) | Počet obyvatel (31. 12. 2021) |
| ------------------------ | ----- | --------------------------- | ----------------------------- |
| Jihlava                  | JI    | 51 216                      | 50 092                        |
| Třebíč                   | TR    | 35 451                      | 34 679                        |
| Havlíčkův Brod           | HB    | 23 442                      | 22 799                        |
| Žďár nad Sázavou         | ZR    | 20 717                      | 20 453                        |
| Pelhřimov                | PE    | 16 048                      | 15 749                        |
| Velké Meziříčí           | ZR    | 11 498                      | 11 382                        |
| Humpolec                 | PE    | 10 970                      | 10 715                        |
| Nové Město na Moravě     | ZR    | 10 049                      | 9 834                         |
| Chotěboř                 | HB    | 9 178                       | 9 036                         |
| Bystřice nad Pernštejnem | ZR    | 8 004                       | 7 843                         |
| Moravské Budějovice      | TR    | 7 300                       | 7 176                         |
| Světlá nad Sázavou       | HB    | 6 490                       | 6 358                         |
| Třešť                    | JI    | 5 714                       | 5 649                         |
| Telč                     | JI    | 5 273                       | 5 167                         |
| Velká Bíteš              | ZR    | 5 243                       | 5 156                         |

## Administrativní členění
Území kraje je vymezeno územím pěti okresů: Havlíčkův Brod, Jihlava, Pelhřimov, Třebíč a Žďár nad Sázavou. Jsou podobně velké a ze srovnání jejich hustoty zalidnění je patrný stejnorodý charakter celého kraje – tři okresy mají míru zalidnění prakticky stejnou, a odlišnost Pelhřimovska a Jihlavska je jen věcí (ne)existence jednoho většího města.
| Okres                 | Počet obyvatel (1. 1. 2020) | Rozloha (km²) | Hustota zalidnění | Počet obcí |
| --------------------- | --------------------------- | ------------- | ----------------- | ---------- |
| Havlíčkův Brod (HB)   | 94 915                      | 1 265         | 75,0              | 120        |
| Jihlava (JI)          | 113 628                     | 1 199         | 94,8              | 123        |
| Pelhřimov (PE)        | 72 302                      | 1 290         | 56,0              | 120        |
| Třebíč (TR)           | 110 810                     | 1 463         | 75,7              | 167        |
| Žďár nad Sázavou (ZR) | 118 158                     | 1 579         | 74,8              | 174        |

Začátkem roku 2003 byly zrušeny okresní úřady a pro účely státní správy bylo zavedeno členění území na správní obvody tzv. obcí s rozšířenou působností, jimiž je v Kraji Vysočina kromě pěti okresních měst ještě těchto dalších deset obcí: Pacov, Humpolec, Světlá nad Sázavou, Chotěboř, Nové Město na Moravě, Bystřice nad Pernštejnem, Velké Meziříčí, Náměšť nad Oslavou, Moravské Budějovice, Telč. Tyto správní obvody se dále dělí na správní obvody obcí s pověřeným obecním úřadem.

## Justiční příslušnost
Kraj Vysočina má z historických důvodů nejkomplikovanější soudní správu ze všech krajů v Česku. Na jeho území se nachází pět okresních soudů, v krajském městě Jihlavě je pobočka brněnského krajského soudu, která je příslušná pro občanskoprávní věci s působností pro obvody okresních soudů v Jihlavě, Třebíči a Žďáru nad Sázavou (původní Jihomoravský kraj). Zbylá část kraje je rozdělena mezi českobudějovický a královéhradecký krajský soud (původní Jihočeský a Východočeský kraj). V případě, že tyto krajské soudy nerozhodují o odvoláních proti rozhodnutím okresních soudů, jde odvolání proti jejich rozhodnutím buď k pražskému nebo olomouckému vrchnímu soudu. Konkrétně soudní struktura vypadá na území kraje takto:
- Vrchní soud v Olomouci
  - Krajský soud v Brně (pobočka v Jihlavě jen pro občanskoprávní věci, zbytek agendy přímo v Brně)
    - Okresní soud v Jihlavě
    - Okresní soud v Třebíči
    - Okresní soud ve Žďáru nad Sázavou
- Vrchní soud v Praze
  - Krajský soud v Českých Budějovicích (pobočka v Táboře některé trestní a občanskoprávní věci, zbytek agendy v Českých Budějovicích)
    - Okresní soud v Pelhřimově

  - Krajský soud v Hradci Králové
    - Okresní soud v Havlíčkově Brodě

## Historie samosprávného celku

### Správní historie na území kraje
Území kraje Vysočina se od středověku nacházelo na přirozeném rozhraní Čech a Moravy (vedl tudy tzv. hraniční hvozd), kde se teprve s postupem kolonizace utvářela přesná zemská hranice. Přímo na ní (na moravské straně) se rozvinulo horní město Jihlava, které se stalo přirozeným centrem jinak zcela periferní oblasti, avšak administrativně pod něj spadala vždy jen moravská část. Od 16. nebo 17. století se poprvé hovoří o Jihlavském kraji, který spravoval přibližně moravskou část dnešního kraje Vysočina. Česká strana Vysočiny byla zatím už od 13. století rozdělena mezi Bechyňský kraj (později jeho táborský podíl), Čáslavský kraj a okrajově též Chrudimský kraj, se středisky mimo území dnešního kraje.
Po vzniku Československa bylo navrženo župní zřízení, kterým měla česká část Vysočiny spadat pod Pražskou župu, zatímco moravská měla být rozdělena mezi Jihlavskou a Brněnskou. V praxi však nebylo realizováno.
Teprve komunistická územněsprávní reforma roku 1948 opustila historickou česko-moravskou zemskou hranici a zavedla Jihlavský kraj prostírající se po obou jejích stranách a zhruba odpovídající dnešnímu kraji Vysočina. Nejpodstatnějším rozdílem proti němu bylo obsažení Dačicka, díky čemuž také sousedil s Rakouskem. Naopak nezahrnoval Bystřici nad Pernštejnem. 
Tento kraj byl další reformou roku 1960 zrušen a většina území dnešního kraje byla začleněna do Jihomoravského kraje s centrem v Brně, zbytek byl rozdělen mezi kraj Jihočeský a Východočeský.

### Diskuze o zřízení
Při diskuzi v 90. letech o reformě české územní správy patřila otázka zřízení kraje s centrem v Jihlavě k nejspornějším bodům politických jednání. V různých návrzích podoby krajů právě Jihlavský kraj často chyběl. Jeho vytvoření bylo iniciováno Vlastou Parkanovou, podle níž měl představovat brzdu opakování moravistických snah o obnovení země Moravské jako politického celku a koncepce spolkových zemí jako varianty samosprávy, kterou v Poslanecké sněmovně požadovaly strany moravského hnutí na počátku 90. let. Proti Vlastě Parkanové stál v bodě vytvoření Jihlavského kraje především Jan Ruml, který argumentoval, že jde o neorganické sloučení území tradičně se identifikujících jako Čechy nebo Morava, a zpracoval vládní návrh 13 krajů bez Jihlavského kraje a s Prahou jako součástí Středočeského kraje. Mezi těmito návrhy posléze vznikl vládní kompromis a dnešní Kraj Vysočina se tak stal posledním přidaným krajem do návrhu ústavního zákona č. 347/1997 Sb., o vytvoření vyšších územních samosprávných celků, a to sněmovním výborem v říjnu 1997. Toto krajské členění je tak ve výsledku obdobné krajům z let 1948–1960, zřízených zákonem č. 280/1948 Sb.

### Vznik a změny názvu
Jihlavský kraj byl zřízen spolu s dalšími samosprávnými kraji na základě článku 99 a následujících Ústavy České republiky, ústavního zákona č. 347/1997 Sb., o vytvoření vyšších územních samosprávných celků, který stanoví názvy krajů a jejich vymezení výčtem okresů (území okresů definuje vyhláška ministerstva vnitra č. 564/2002 Sb.) a pro vyšší územní samosprávné celky stanoví označení „kraje“. Kraje definitivně vznikly 1. ledna 2000, samosprávné kompetence získaly na základě zákona č. 129/2000 Sb., o krajích (krajské zřízení), dne 12. listopadu 2000, kdy proběhly první volby do jejich nově zřízených zastupitelstev. 
První, provizorní sídlo kraje bylo v jihlavském sídle Komerční banky. Současně byla zahájena přestavba areálu bývalých Žižkových kasáren (při ulici Žižkova západně od centra) na nové sídlo krajského úřadu a dalších institucí. Stavba byla oceněna jako krajská Stavba roku 2003.
Původně se všechny samosprávné kraje zřízené roku 2000 jmenovaly podle svého krajského města. Několik krajů včetně Jihlavského s tím však nebylo spokojeno a naléhaly na přejmenování, s nímž by se obyvatelé lépe identifikovali. 31. května 2001, dnem vyhlášení novelizujícího ústavního zákona č. 176/2001 Sb., získal Jihlavský kraj nový název Vysočina (současně byly přejmenovány i další tři kraje), což bylo iniciováno předchozí anketou mezi občany kraje a usnesením zastupitelstva kraje. Spolu s hlavním městem Prahou (která je specifickým případem) tak byla jediným krajem v Česku, který neměl v úředním názvu slovo „kraj“.
Kraj samotný ale 2. srpna 2010 navrhl novelu ústavního zákona, jíž se měl název změnit na Kraj Vysočina, a Poslanecká sněmovna 23. března 2011 tento návrh ve znění komplexního pozměňovacího návrhu reagujícího na stanovisko vlády jednomyslně schválila (žádný poslanec nehlasoval proti návrhu a žádný poslanec během projednávání nevznesl námitku k podstatě návrhu). Tato novela ústavního zákona nakonec úspěšně prošla celým legislativním procesem a nabyla účinnosti dne 1. srpna 2011. Od tohoto data jde tedy již o „Kraj Vysočina“, jenž se tak stal zatím jediným českým samosprávným krajem, který se přejmenoval dvakrát. Druhou změnu názvu předkladatel zdůvodnil tím, že si ji vynutila sama praxe, protože subjekty používají název Vysočina ve spojení s přídomkem kraj naprosto běžně, a to i v písemných a právních dokumentech, a prosté označení Vysočina bez dalšího upřesnění komplikuje namnoze určení, zda se nejedná například o obchodní organizaci nebo výrobek, eventuálně hovorový geografický pojem zahrnující širší oblast celé Českomoravské vrchoviny.

### Volby do zastupitelstev krajů
- Volby do zastupitelstev krajů v Česku 2000
- Volby do zastupitelstev krajů v Česku 2004
- Volby do zastupitelstev krajů v Česku 2008
- Volby do zastupitelstev krajů v Česku 2012
- Volby do zastupitelstev krajů v Česku 2016
- Volby do zastupitelstev krajů v Česku 2020
- Volby do zastupitelstva Kraje Vysočina 2024

### Hejtmani
1. František Dohnal (2000–2004, za KDU-ČSL)
2. Miloš Vystrčil (2004–2008, ODS)
3. Jiří Běhounek (2008–2020, ČSSD, tři volební období v řadě)
4. Vítězslav Schrek (2020–2024, ODS)
5. Martin Kukla (od 2024, ANO)[26]

### Územní změny
Tak jako ostatní kraje byla Vysočina vytvořena z dosavadních okresů, což v řadě periferních lokalit neodpovídalo přirozené spádovosti. Týkalo se to zejména jihovýchodního okraje okresu Žďár nad Sázavou, který přirozeně spádoval do Tišnova v Jihomoravském kraji a krajské město Brno bylo odsud také mnohem blíže a dostupnější než Jihlava. Z popudu dotčených obcí tak bylo zákonem č. 387/2004 Sb. k 1. lednu 2005 přesunuto 25 obcí z kraje Vysočina do Jihomoravského kraje – konkrétně Nedvědice, Černvír, Doubravník, Borač, Pernštejnské Jestřabí, Olší, Drahonín, Žďárec, Vratislávka, Tišnovská Nová Ves, Skryje, Kaly, Dolní Loučky, Horní Loučky, Újezd u Tišnova, Řikonín, Kuřimské Jestřabí, Kuřimská Nová Ves, Lubné, Níhov, Rojetín, Borovník, Katov, Křižínkov z okresu Žďár nad Sázavou a obec Senorady z okresu Třebíč, vše do okresu Brno-venkov. Jednalo se o vůbec nejrozsáhlejší změnu českých krajských hranic po roce 2000.
Nesouhlas se zařazením do kraje Vysočina (resp. Jihlavského kraje) se zpočátku objevoval i v jiných obcích na okraji území, například v Pacově byly odpůrci i přepisovány cedule na „Jihočeský Pacov“. Nespokojenost vyjadřovali např. i někteří představitelé v Golčově Jeníkově, který je na samé hranici se Středočeským krajem. Odstředivé tendence byly a jsou posilovány i tím, že samotná Jihlava je poměrně malým střediskem a za hranicemi kraje jí mohou konkurovat i nepříliš menší okresní města jako Tábor, Kolín nebo Znojmo.
V kraji Vysočina je po územních změnách 704 obcí, z toho 15 obcí s rozšířenou působností a 26 obcí s pověřeným obecním úřadem. Sídelním městem je statutární město Jihlava.

## Slavní rodáci

### Havlíčkobrodsko

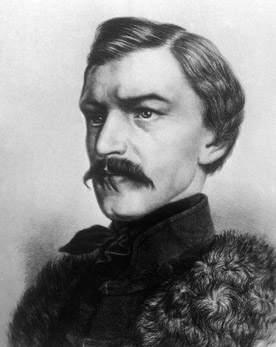
Karel Havlíček Borovský

- Josef Augusta (1946–2017), český hokejista, trenér
- Jan František Beckovský (1658–1725), spisovatel, kněz, historik, překladatel
- Karel Havlíček Borovský (1821–1856), český spisovatel, novinář, politik, národní buditel
- Jaroslav Holík (1942–2015), český hokejista, trenér
- Vilém Kurz (1872–1945), český klavírní virtuos a pedagog
- Pavel Landovský (1936–2014), český herec a dramatik, bývalý disident, signatář Charty 77
- Stella Májová (1923–2009), česká herečka, operetní a muzikálová zpěvačka
- Radek Martínek (* 1976), český hokejista
- Bohuslav Matoušek (* 1949), český houslista a violista
- Blanka Matragi (* 1953), módní návrhářka
- Jan Václav Stamic (1717–1757), skladatel a houslista světového významu
- Jan Suchý (1944–2021), český hokejista
- Jaroslav Šerých (1928–2014), český malíř a grafik
- Marek Švec (* 1973), český reprezentant řecko-římského zápasu
- Josef Vašíček (1980–2011), český hokejista, vítěz Stanley cupu
- Jan Zrzavý (1890–1977), světově uznávaný český malíř
- Bohuslav Reynek (1892–1971), český básník, malíř, grafik a překladatel.

### Jihlavsko

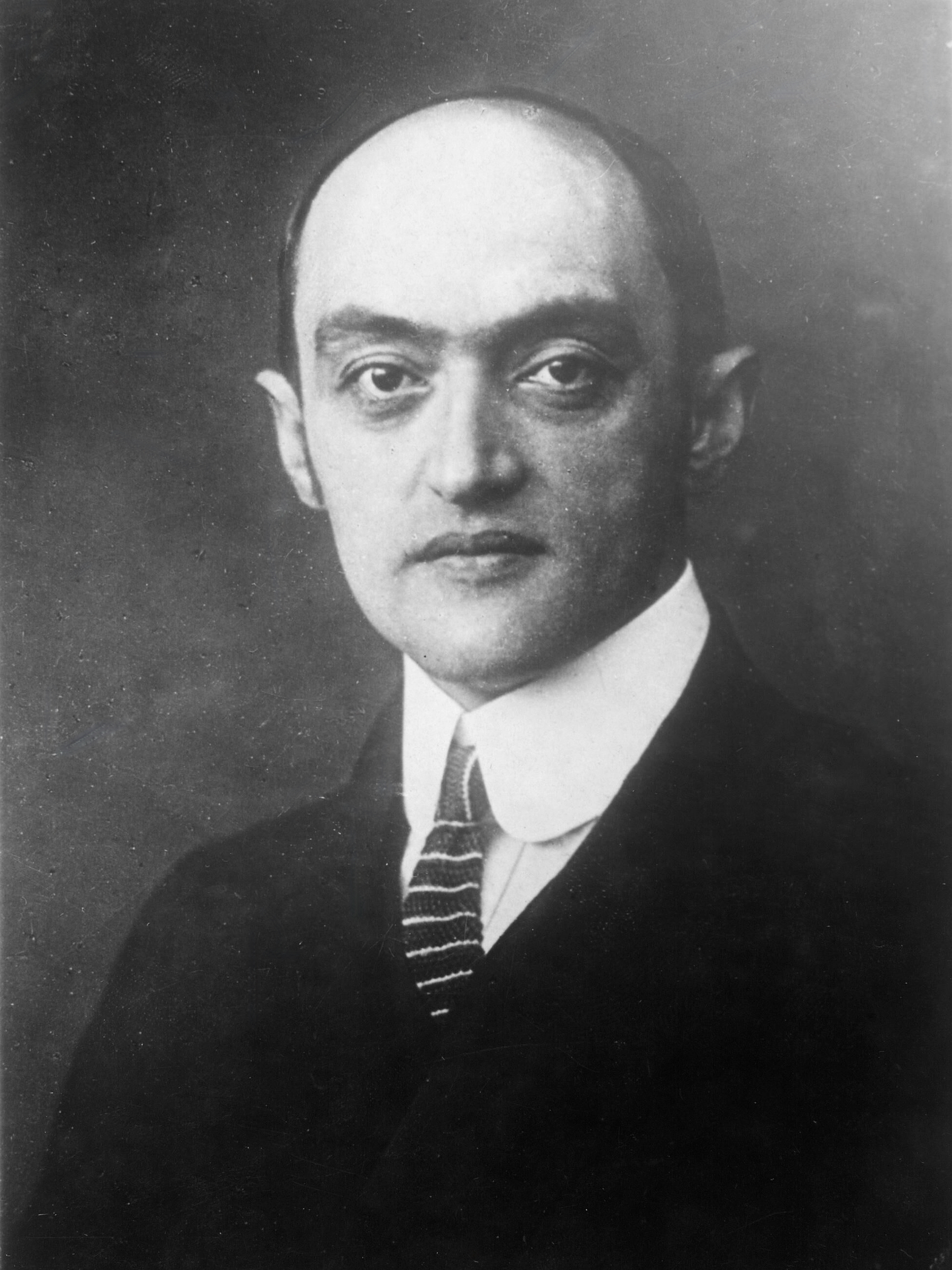
J. A. Schumpeter

- Josef Dvořák (* 1942), herec, divadelní ředitel
- Josef Florian (1873–1941), katolický myslitel a nakladatel
- Leopold Fritz (1813–1895), lékař, zasloužil se o rozvoj Jihlavy
- Josef Hoffmann (1870–1956), architekt designér, pedagog
- Václav Kosmák (1843–1898), novinář, spisovatel
- František Kramář (1759–1831), skladatel, dirigent
- Lukáš Krpálek (* 1990), judista, olympijský vítěz a mistr světa
- Jan Novák (1921–1984), hudební skladatel
- David Rittich (* 1992), hokejista
- Josef Alois Schumpeter (1883–1950), ekonom, politolog
- Jan Nepomuk Steiner (1725–1793), dvorní malíř Marie Terezie
- Martin Stránský (* 1970), herec
- Otto Šimánek (1925–1992), filmový a divadelní herec
- Václav Jan Křtitel Tomášek (1774–1850), skladatel, pedagog
- Viktor Ujčík (* 1972), hokejista
- Ondřej Vetchý (* 1962), herec

### Pelhřimovsko

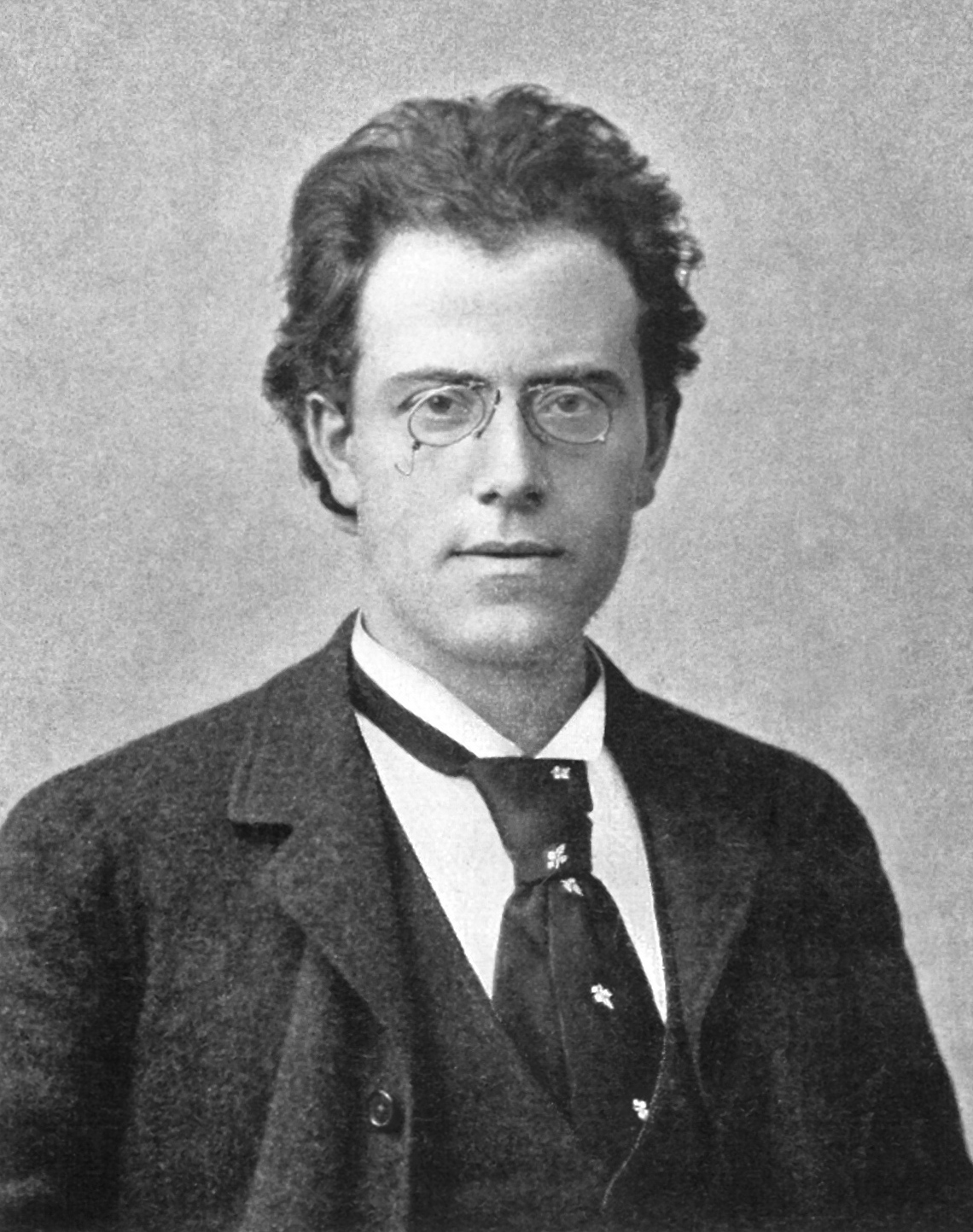
Gustav Mahler

- Edvard Jan Brynych (1846–1902), 19. biskup královéhradecký (1892–1902)
- Otokar Březina (1868-1929), básník a spisovatel
- Simonetta Buonaccini (1893–1935), básnířka
- Jiří Černý (* 1961), historik umění
- Josef Dobiáš (1888–1970), historik a klasický filolog, člen ČSAV
- Petr Fiala (* 1943), hudební skladatel, sbormistr a hudebník
- Marie Hovorková (* 1927), herečka, historička umění
- Aleš Hrdlička (1869–1943), antropolog a lékař
- Ivan Martin Jirous (1944–2011), básník, publicista, představitel českého undergroundu
- Vojtěch Benedikt Juhn (1779–1843), malíř
- Naděžda Kniplová (1932–2020), sopranistka, sólistka Národního divadla v Praze a Státní opery Praha
- Emanuel Julian Kodet (1880–1954), sochař
- Vratislav Kříž (* 1957), operní pěvec, sólista opery Národního divadla v Praze
- Lubomír Lipský (1923–2015), herec
- Oldřich Lipský (1924–1986), filmový režisér a scenárista
- Jiří Lír (1923–1995), herec
- Gustav Mahler (1860–1911), skladatel, dirigent
- Mikuláš z Pelhřimova (asi 1385 – asi 1459), teolog, kazatel, spisovatel, táborský biskup
- Josef Rejsek (1860–1932), malíř, ilustrátor vědeckých publikací
- Antonín Sova (1894–1928), básník, prozaik
- Svatava Šlajchrtová (* 1954), básnířka
- Jan Šmíd (* 1965), novinář a publicista
- Dušan Tomášek (1924–2016), novinář, publicista a spisovatel literatury faktu
- Olga Valeská (1941–2022), spisovatelka
- František Vyskočil (* 1941), neurofyziolog
- Jan Zábrana (1931–1984), básník a překladatel z ruštiny a angličtiny

### Třebíčsko

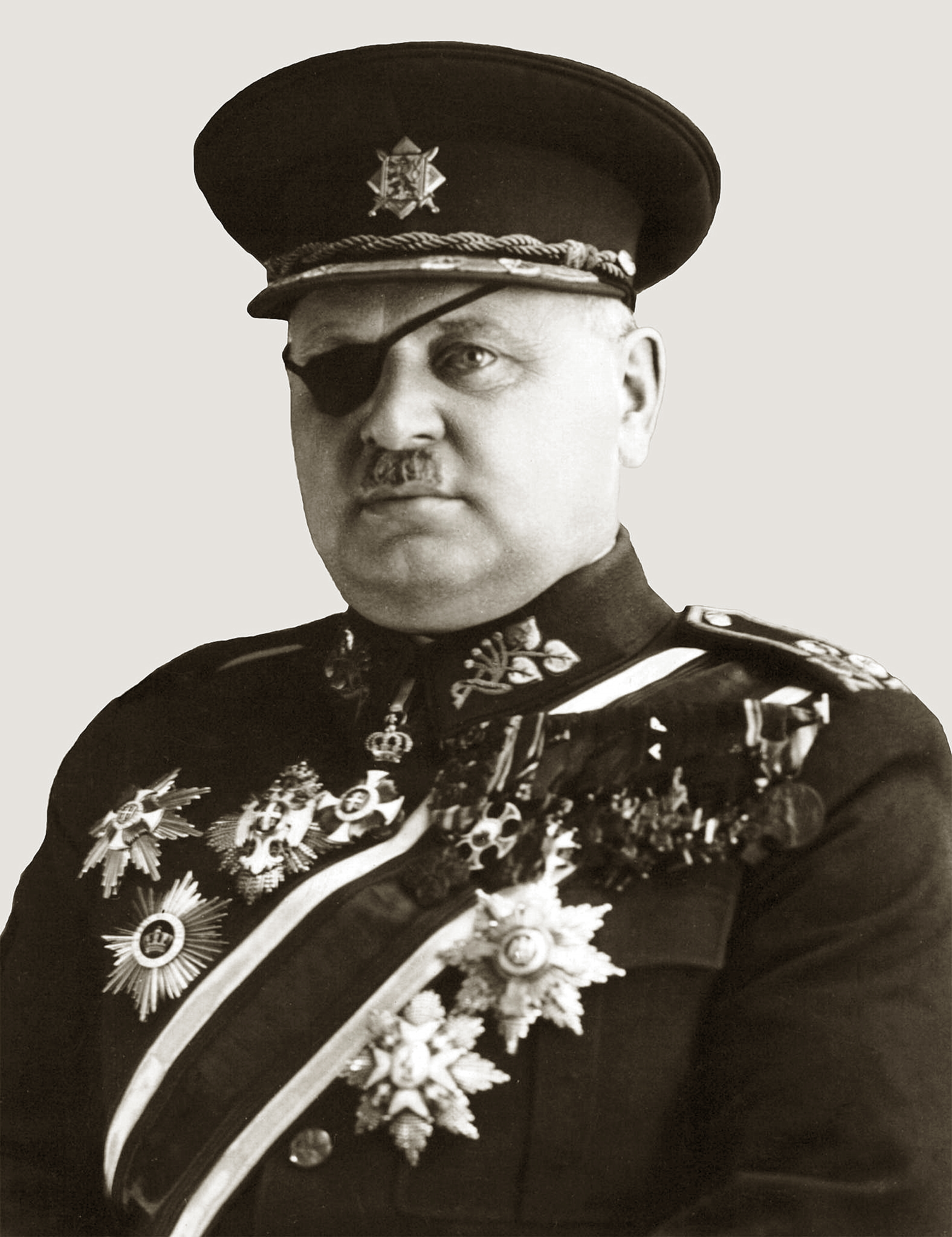
Jan Syrový

- Miroslav Donutil (* 1951), herec, člen činohry Národního divadla
- Patrik Eliáš (* 1976), hokejista
- Martin Erat (* 1981), hokejista
- Josef Hlouch (1902–1972), českobudějovický biskup
- Oldřich Navrátil (* 1952), herec
- Jan Syrový (1888–1970), generál, velitel československých legií v Rusku, předseda čs. vlády v období Mnichovské dohody
- Ludvík Svoboda (1895–1979), československý prezident, generál
- Bedřich Václavek (1897–1943), marxistický estetik, literární teoretik, kritik
- Jaroslav Zvěřina (* 1942), sexuolog, bývalý poslanec Evropského parlamentu

### Žďársko

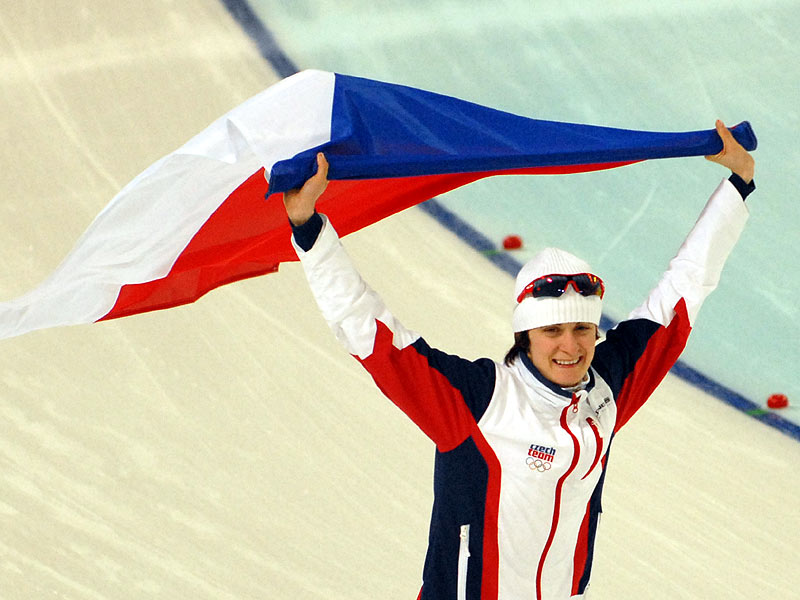
Martina Sáblíková

- Jakub Deml (1878–1961), kněz a spisovatel
- František Drdla (1868–1944), hudební skladatel a houslový virtuóz
- Radek Jaroš (* 1964), horolezec
- Jan Kasal (* 1951), politik, poslanec PSP ČR
- Radslav Kinský (1928–2008), imunobiolog, zakladatel reprodukční imunologie,
- František Lacina (1863–1941), ředitel Národního divadla v Brně
- Julius Pelikán (1887–1969), sochař
- Beáta Rajská (* 1967), módní návrhářka
- Tomáš Rolinek (* 1980), hokejista
- Martina Sáblíková (* 1987), rychlobruslařka
- Josef Smolík (* 1976), politolog z FSS MU
- Josef Straka (1864–1946), malíř
- Petr Vampola (* 1982), hokejista

## Ekonomika

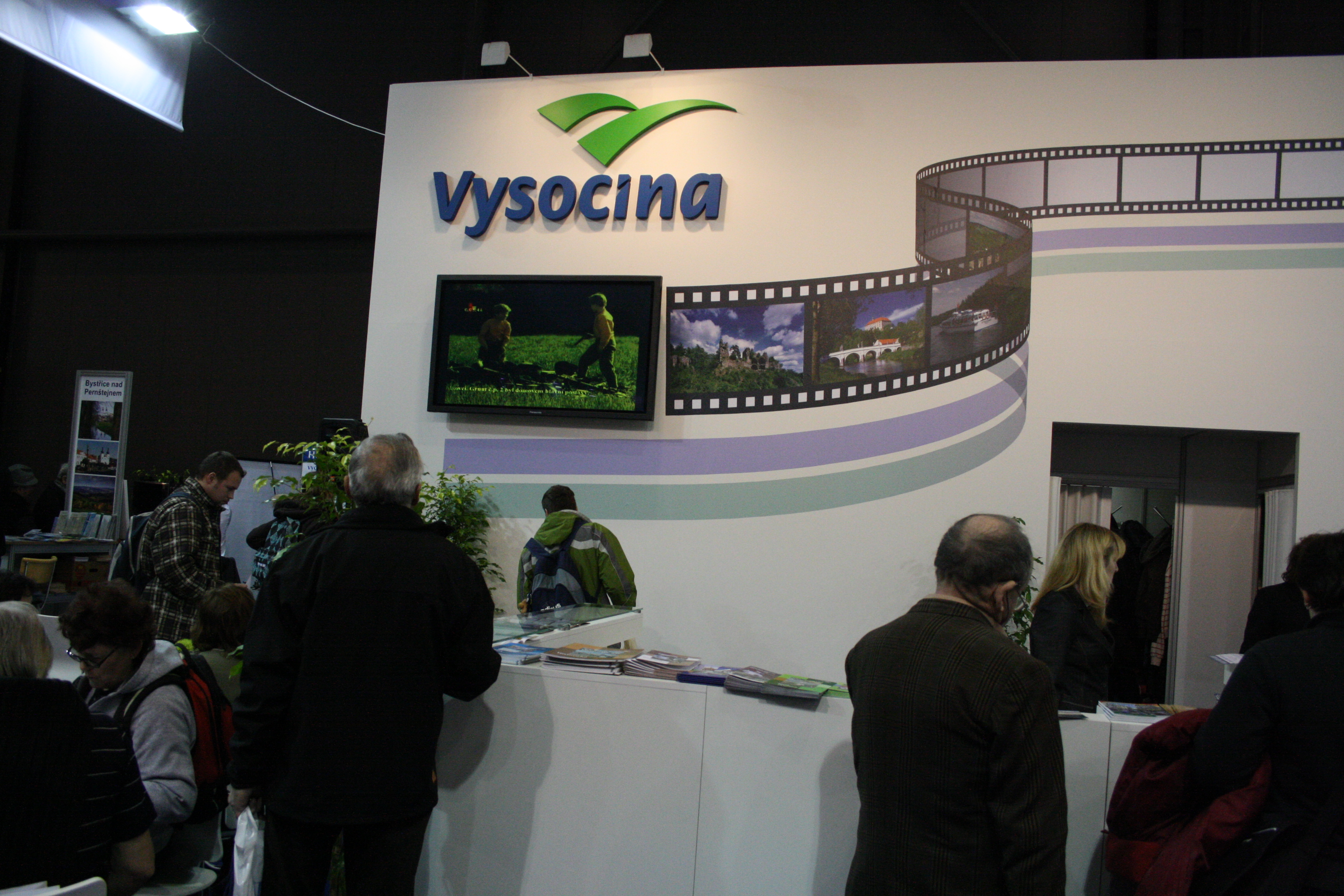
Prezentace Kraje Vysočina na veletrhu Regiontour 2010

V první čtvrtletí roku 2011 stoupla průměrná mzda v kraji o cca 500 Kč. Kraj se tak stal pátým nejhůře placeným regionem. V roce 2011 se zvýšily oproti loňskému roku daňové příjmy kraje. V roce 2015 se rovněž navýšil rozpočet kraje a to o téměř 400 milionů korun. Na rok 2017 byl na konci roku 2016 schválen vyrovnaný rozpočet ve výši 9,7 miliardy Kč, tj. o 1,6 miliardy více než v roce 2016. Nejvíce, tj. 4,6 miliardy Kč mělo být vydáno v rozpočtové kapitole školství, mládeže a sportu, velké navýšení proběhlo i v rozpočtové kapitole nemovitý majetek, kdy mělo dojít k několika významným investičním akcím.
V roce 2017 byla v plánu rekonstrukce interního pavilonu Nemocnice Jihlava, stavba pavilonu chirurgických oborů Nemocnice Třebíč a stavba nové budovy sídla Krajské knihovny Vysočiny.
Turismus v kraji Vysočina se rozvíjí, kdy bylo oznámeno, že za rok 2015 přijelo do kraje oproti roku 2014 o 11,3 % turistů více. V roce 2018 byla nejnavštěvovanější atrakcí v Kraji Vysočina ZOO v Jihlavě. O turistický ruch v Kraji Vysočina se stará příspěvková organizace Vysočina Tourism, ředitelem mezi lety 2010 a 2021 byl Tomáš Čihák, od roku 2021 je ředitelkou Oľga Königová.
V roce 2018 byla vydána brožura s názvem Sto let příběhů, lidských osudů, architektury i sportu a kultury na Vysočině. Marketingovým tématem propagace Vysočiny byla v roce 2020 Vysočina sklářská.

### Průmysl
V kraji se uplatňují zejména dřevozpracující, sklářský, strojírenský, kovodělný, těžební, textilní, nábytkářský a potravinářský průmysl a vyskytuje se zde celkem 25 průmyslových zón.[zdroj?]

### Zemědělství
Na Vysočině jsou velmi příznivé podmínky pro produkci mléka, brambor a řepky. Dále se zde prostírají rozsáhlé hospodářské lesy, převážně však smrkové monokultury, které počátkem 21. století velmi utrpěly kůrovcovou kalamitou.

## Doprava
Krajem prochází dálnice D1 z Prahy do Brna, která je zdejší dopravní tepnou. Dále jsou tudy vedeny dvě mezinárodní silnice: E59 (Jihlava – Vídeň – Záhřeb) a E551 (České Budějovice – Třeboň – Humpolec). Silniční síť kraje má v roce 2017 celkovou délku 4562 km, z toho silnice 2. třídy tvoří 1631 km. Celkem je v kraji 875 mostů. Kraj chtěl v roce 2017 vyřadit celkem 362 km silnic ze silniční sítě. Navržená páteřní síť silnic pro další roky má celkovou délku 678 km, dříve měla 745 km, navržená páteřní síť silnic 2. třídy má 1321 km, dříve měla 1631 km. V roce 2018 čtyři z pěti rekonstruovaných úseků dálnice D1 jsou na Vysočině.
Železniční síť v kraji Vysočina je poměrně řídká a má (s výjimkou spojovací tratě Křižanov–Studenec) radiální charakter s hlavním uzlem v Havlíčkově Brodě a sekundárním v Jihlavě. Dalšími uzly jsou Žďár nad Sázavou, Světlá nad Sázavou, Horní Cerekev, Kostelec u Jihlavy, Okříšky, Křižanov a Studenec. Napojení na železnici mají skoro všechna města v kraji. Přes Vysočinu nejsou vedeny žádné mezinárodní dálkové rychlíky (pouze při odklonech, kdy zde nezastavují). Elektrifikovaná dvoukolejná trať přes Havlíčkův Brod a Křižanov je však poměrně využívaná pro nákladní dopravu.
Kraj Vysočina připravil systém společné veřejné dopravy, který byl nazván Veřejná doprava Vysočiny (VDV). Spuštěn měl být v roce 2020, kdy v polovině roku 2018 bylo rozhodnuto o způsobu odbavování. To by mělo probíhat pomocí identifikátoru nahraném na kartě či čipu. Projekt by měl posílit veřejnou dopravu ve městech. Systém Veřejné dopravy Vysočiny byl spuštěn v prosinci roku 2019 úpravami jízdních řádů Českých drah.
Sedm měst kraje Vysočina má zřízenu městskou hromadnou dopravu (všechna okresní, Nové Město na Moravě a Bystřice nad Pernštejnem). V Jihlavě jezdí kromě autobusů také trolejbusy, tramvajový provoz se v kraji nenachází.

## Věda a vzdělání
Školní rok 2017 byl krajem Vysočina vyhlášen jako rok věnovaný zemědělství a odbornému vzdělávání.

### Vysoké školy
V Kraji Vysočina se nacházejí celkem dvě vysoké školy:
- Vysoká škola polytechnická Jihlava byla zřízena zákonem (č. 375/2004 Sb. ze dne 3. 6. 2004) jako první veřejná vysoká škola neuniverzitního směru.[46]
- Západomoravská vysoká škola Třebíč – nejstarší vysoká škola v Kraji Vysočina[47]

### Střední školy

#### Okres Jihlava
- FARMEKO s.r.o.
- Gymnázium Jihlava
- Soukromé gymnázium AD FONTES Jihlava
- Gymnázium a Střední odborná škola Telč
- Obchodní akademie a Jazyková škola s právem státní jazykové zkoušky Jihlava
- Střední průmyslová škola Jihlava – zanikla sloučením v roce 2014[48]
- Střední škola automobilní, Jihlava – zanikla sloučením v roce 2014[48]
- Střední škola obchodu a služeb Jihlava
- Střední škola stavební Jihlava
- Střední škola technická Jihlava – zanikla sloučením v roce 2014[48]
- Střední uměleckoprůmyslová škola, Jihlava-Helenín
- Střední zdravotnická škola a VOŠ zdravotnická, Jihlava
- Manažerská akademie SOŠ, s.r.o.
- Škola ekonomiky a cestovního ruchu, soukromá střední odborná škola s. r. o.
- Střední škola průmyslová, technická a automobilní Jihlava

#### Okres Třebíč
- Gymnázium Třebíč
- Katolické gymnázium Třebíč
- Gymnázium a Střední odborná škola, Moravské Budějovice
- Střední škola řemesel a služeb a Učiliště. Moravské Budějovice
- Střední průmyslová škola Třebíč
- Střední škola stavební Třebíč
- Hotelová škola Třebíč – zanikla sloučením v roce 2014 [48]
- Vyšší odborná škola a Střední škola veterinární, zemědělská a zdravotnická Třebíč
- Obchodní akademie Dr. Albína Bráfa a Jazyková škola s právem státní jazykové zkoušky Třebíč
- Soukromá střední odborná škola a střední odborné učiliště, s.r.o.
- Střední škola řemesel Třebíč – zanikla sloučením v roce 2014[48]

#### Okres Žďár nad Sázavou
- Gymnázium Žďár nad Sázavou
- Biskupské gymnázium Žďár nad Sázavou (BiGy)
- Hotelová škola Světlá a Obchodní akademie Velké Meziříčí – zanikla sloučením v roce 2014[48]
- Gymnázium Velké Meziříčí
- Gymnázium Vincence Makovského se sportovními třídami Nové Město na Moravě
- Gymnázium Bystřice nad Pernštejnem
- Střední průmyslová škola Žďár nad Sázavou – zanikla sloučením v roce 2014[48]
- Střední škola gastronomická Žďár nad Sázavou
- Hotelová škola Světlá a Střední odborná škola řemesel Velké Meziříčí
- Vyšší odborná a Střední průmyslová škola Žďár nad Sázavou

#### Okres Havlíčkův Brod
- Gymnázium Havlíčkův Brod
- Obchodní akademie a střední škola hotelová Havlíčkův Brod
- Střední škola zdravotnická a Vyšší odborná škola zdravotnická Havlíčkův Brod
- Akademie - Vyšší odborná škola, Gymnázium a Střední odborná škola uměleckoprůmyslová Světlá nad Sázavou
- Gymnázium, Střední odborná škola a Vyšší odborná škola Ledeč nad Sázavou
- Gymnázium Chotěboř
- Střední průmyslová škola stavební akademika Stanislava Bechyně, Havlíčkův Brod
- Vyšší odborná škola a Obchodní akademie Chotěboř – zanikla sloučením v roce 2014[48]
- Střední odborné učiliště technické, Chotěboř – zanikla sloučením v roce 2014[48]
- Vyšší odborná škola, Obchodní akademie a Střední odborné učiliště technické Chotěboř

#### Okres Pelhřimov
- Gymnázium Pelhřimov – zanikla sloučením v roce 2014[48]
- Gymnázium Humpolec
- Gymnázium Pacov
- Hotelová škola Pelhřimov
- Obchodní akademie Pelhřimov – zanikla sloučením v roce 2014[48]
- Střední průmyslová škola a střední odborné učiliště Pelhřimov
- Česká zemědělská akademie Humpolec
- Střední škola informatiky a cestovního ruchu Humpolec
- Gymnázium a Obchodní akademie Pelhřimov

## Jiné zajímavosti
V Kraji Vysočina se nachází jak obec s nejkratším, tak s nejdelším názvem v Česku. Jsou to Eš a Nová Ves u Nového Města na Moravě. Také je zde vesnice s nejdelším jednoslovným názvem – Prostředkovice.
Jiný rekord drží Vysoká Lhota, obec s nejnižším počtem obyvatel v Česku: 16.

## Partnerské regiony
- Jihomoravský kraj (mají společný region soudržnosti Jihovýchod)
- Dolní Rakousko
- Grand Est
- Nitranský samosprávný kraj
- Zakarpatská Ukrajina